# Chiesa di San Biagio a Petriolo
La chiesa di San Biagio a Petriolo è un luogo di culto cattolico che si trova nell'omonima via di Petriolo, frazione di Firenze.

## Storia e descrizione
Ebbe origine nell'XI secolo ed è preceduta da un loggiato del Quattrocento. Sul portale romanico, stemmi della famiglia Pilli e nella lunetta Madonna col Bambino e santi, affresco trecentesco danneggiato.
All'interno, ampliato nell'Ottocento, si trovano pregevoli arredi liturgici scolpiti: il fonte battesimale, il sedile presbiterale e il ciborio, quest'ultimo attribuito a Mino da Fiesole. Il Crocifisso ligneo oggi sopra l'altare maggiore è del Cinquecento, della bottega di Antonio da Sangallo il Vecchio. Nella canonica, paliotto con il San Biagio di Giovanni di Francesco del Cervelliera (1454), e una tavola della fine del Quattrocento con Tobiolo e l'angelo.
Nell'attigua Compagnia di San Sebastiano, con la volta dipinta nel Settecento, si trova un Martirio di san Sebastiano sull'altare, affreschi tre-quattrocenteschi staccati dalla facciata.

## Altre immagini

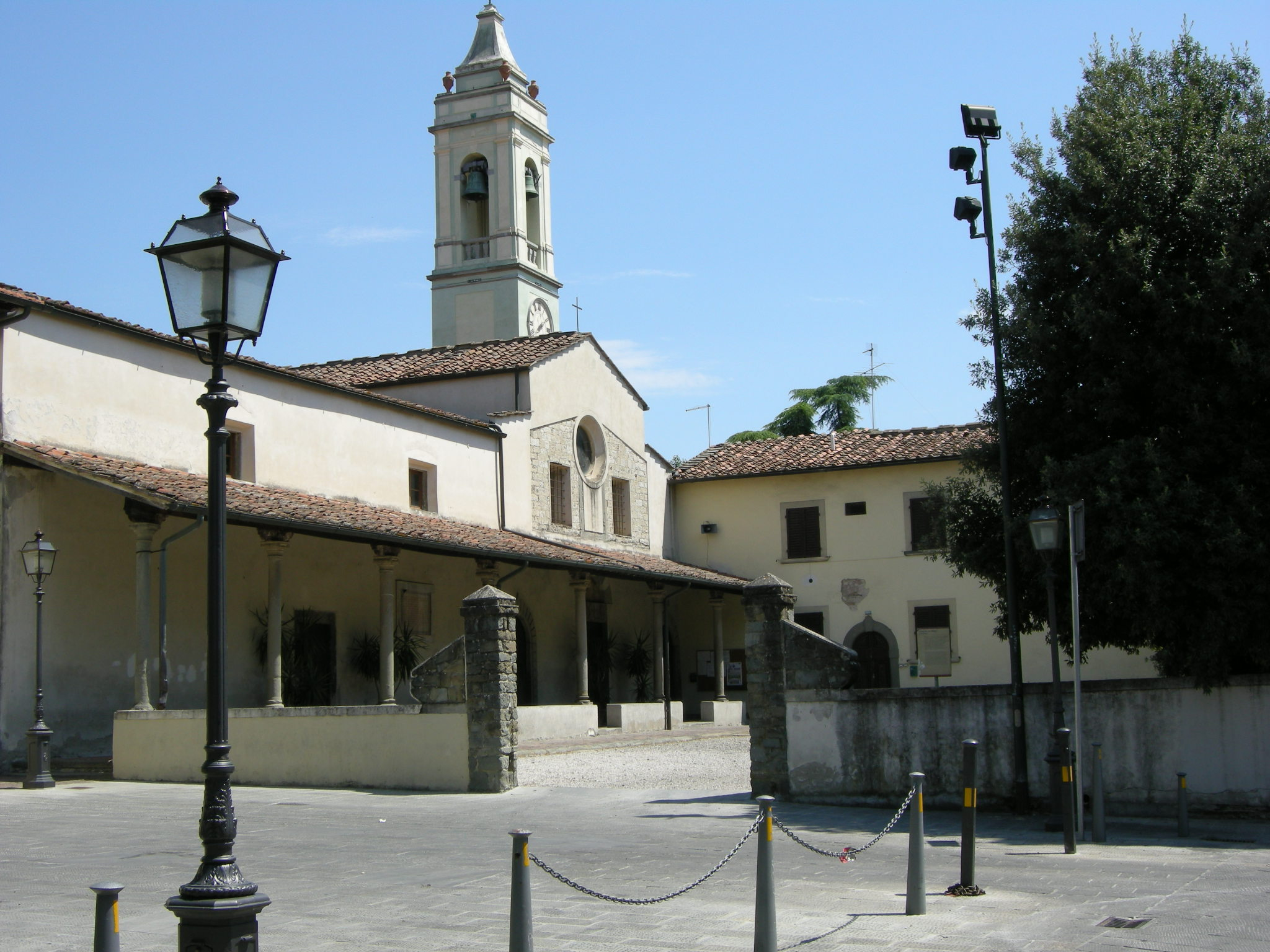
Piazzale antistante la chiesa
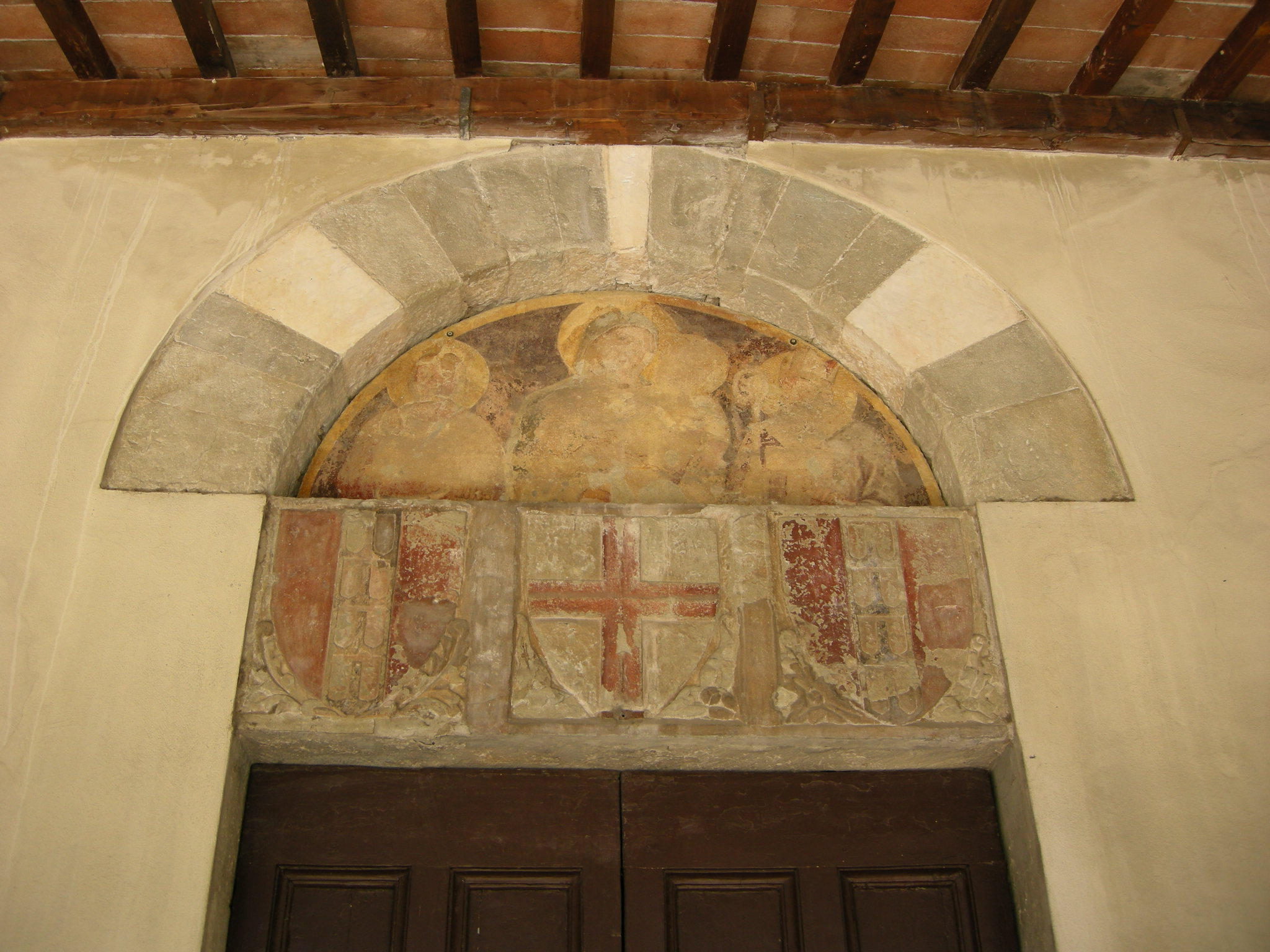
Portale
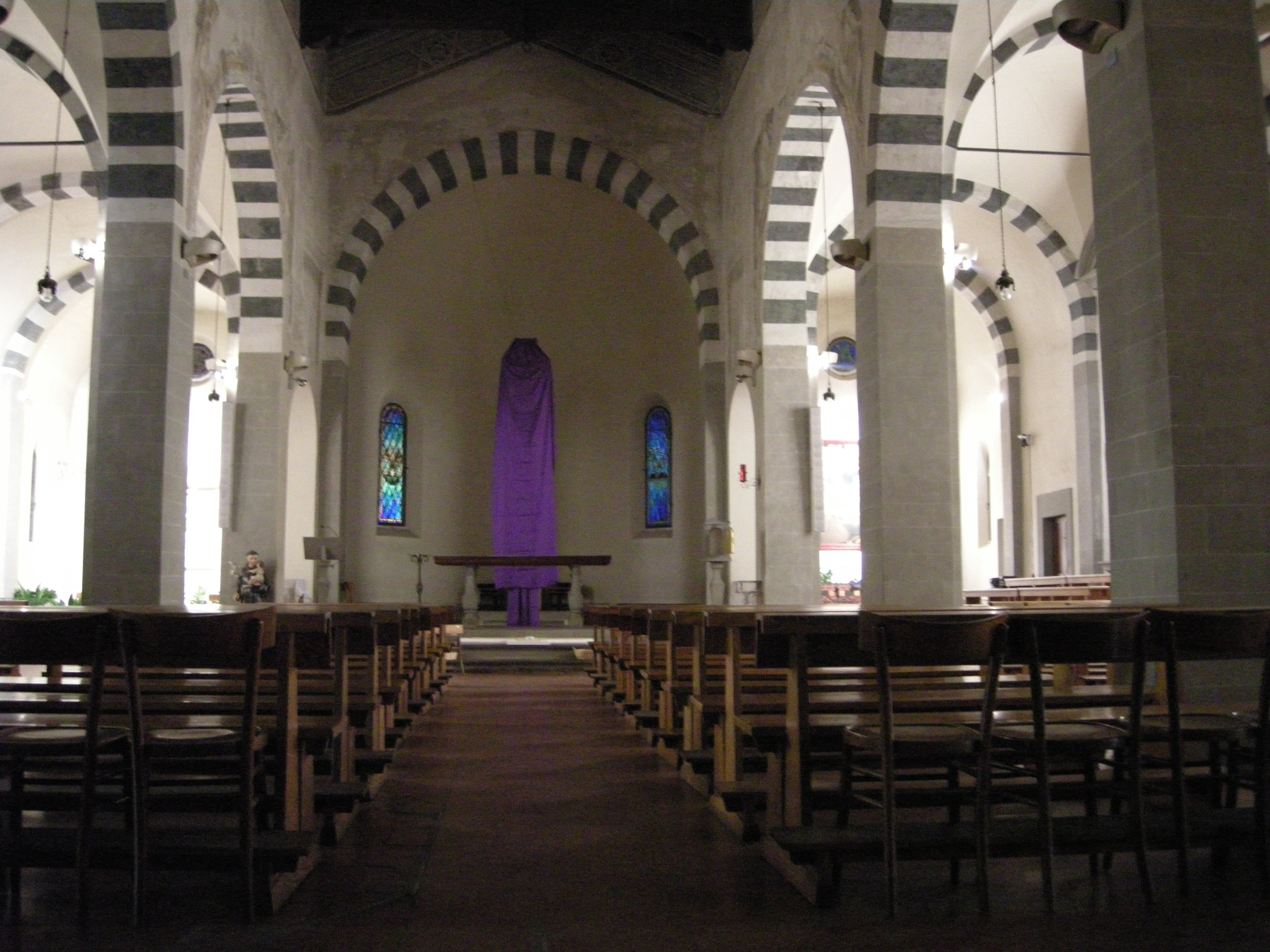
Interno
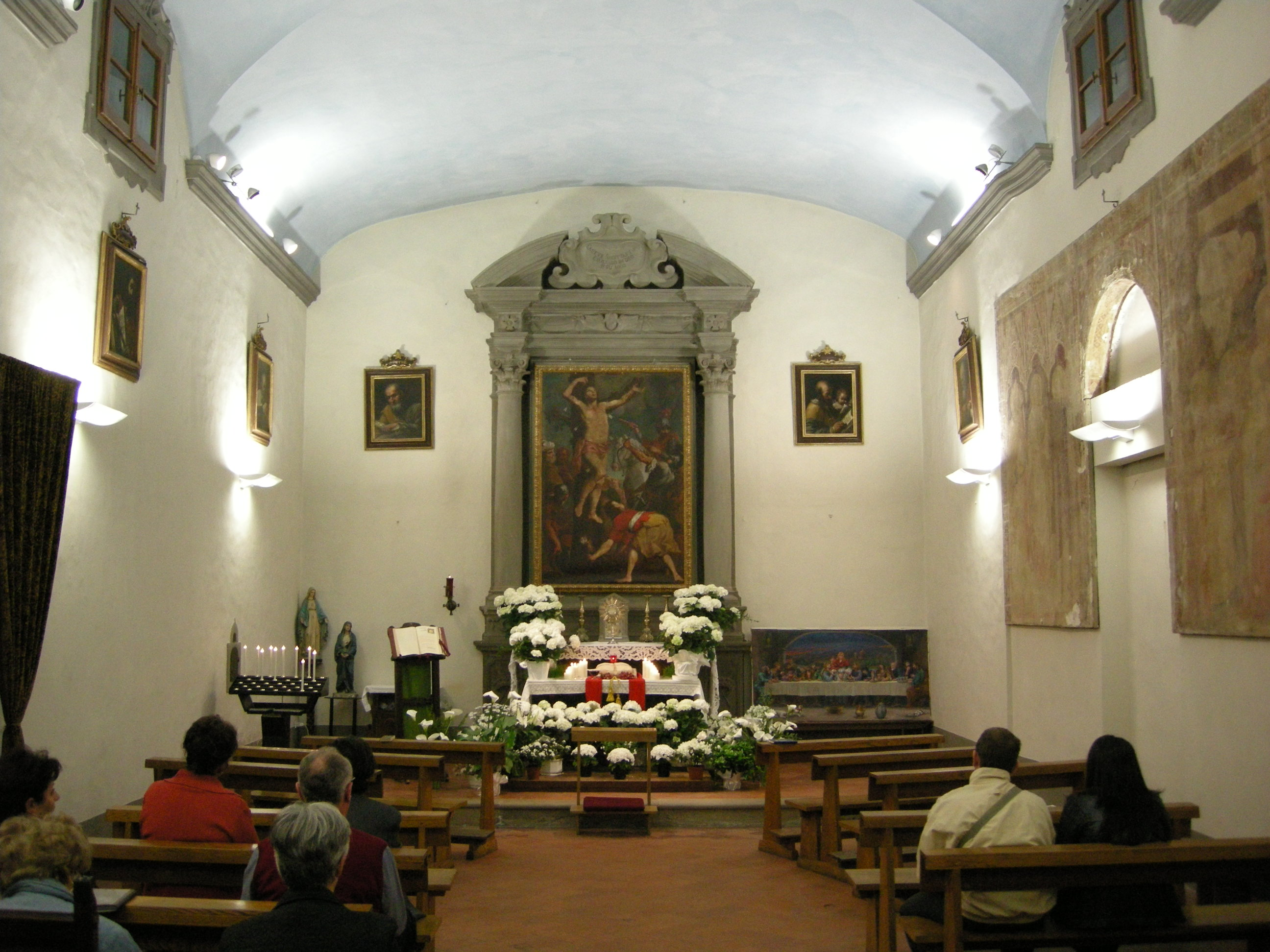
Oratorio della Compagnia di San Sebastiano